# アター
アター（アラビア語: عطاء `Aṭā'）とは、イスラム世界において軍人・官僚に支払われた俸給。アラビア語の「贈り物」に由来する語。

## 概要
正統カリフの2代目にあたるウマルの治世下で導入された。ジハードによって征服された各地域に徴税官を派遣して税収を確保し、各地のミスル（軍営都市）に帳簿を管理する官庁（ディーワーン アラビア語: ديوان dīwān 。帳簿、登録簿のこと。これが後に転じて帳簿とその管理を行う官庁の意味となった）を設置してアラブ人戦士（アラブ・ムカーティラ）を登録させ俸給を支払った。また、カリフの中央政府があったメディナにも同じくディーワーンを置いて帳簿を管理し、預言者ムハンマドの一族やムハンマドの未亡人たち、有力者たちなどが登録され、彼らに年金（アター）と食糧（リズク アラビア語: رزق rizq）が支給された。
ウマイヤ朝第5代カリフのアブドゥルマリクは、ディーナール金貨やディルハム銀貨といったイスラム政権独自の金貨・銀貨を発行し、これによりイスラム世界の貨幣経済が一層発展すると、アターも貨幣で支払われるようになった。ウマイヤ朝後期には、マワーリー（非アラブ人ムスリム）にもアターが支払われるようになり、第8代ウマル2世のもとで制度化された。こうして、アターはアラブ人戦士に支給されるものから、その性質を変容させていった。
アッバース朝でも軍人・官僚にアターが支給されたが、地方政権が各地で自立を強め国家財政が逼迫する中でアターの財源を工面することが困難になり、アッバース朝第7代カリフのマアムーンの時代にアラブ戦士団（アラブ・ムカーティラ）に対するアターは廃止された。しかし、アッバース朝時代には政権を軍事的に支えているホラーサーン軍団やカリフの親衛軍団であるテュルク系のグラーム軍団に所属する軍人たちに対する給与も、やはりアターと呼ばれて支給された。初期イスラーム時代のイスラム政権の軍事力の主力はアラブ戦士団（アラブ・ムカーティラ）であったが、8 - 9世紀にはアラブ戦士団の現地化・土着化とグラーム軍団などのイスラーム政権君主の親衛軍団が形成されるに従って、政権にとってのアラブ戦士団の必要性が徐々に低下していった。これに伴って、アターなどの給与の支給対象もアラブ戦士団以外のマワーリー軍団や新たに台頭して来たグラーム軍団に代表されるムスリム君主直属の親衛軍団、場合によっては政権を支持するベドウィンなどの遊牧勢力に対して主に支払われるようになって行った。これらのアターの支給は政権存続と直結する問題であり、その支給が確実に行われるか否かは常に政権の動向を左右した。給与の支給を巡る問題は、やがてブワイフ朝時代に登場するイクター制に移行していった。
アターの支給についての一例として、アッバース朝時代初期のアターの支給額は、アッバース朝の創建を担ったホラーサーン軍団の指揮官では月額2,000ディルハム、高級官僚では300ディルハム、下級官僚では30ディルハムであったという。また、ホラーサーン軍団の将兵には臨時の特別支給もあった。